# Ashley Scott
Ashley Scott (ur. 13 lipca 1977 w Metairie) – amerykańska aktorka i modelka.

## Filmografia
- 2001: A.I. Sztuczna inteligencja (Artificial Intelligence: AI) jako Gigolo Jane
- 2001–2002: Cień anioła (Dark Angel) jako Asha Barlow
- 2002-2003: Ptaki nocy (Birds of Prey) jako Helena Kyle
- 2003: S.W.A.T. Jednostka Specjalna jako Lara
- 2004: Z podniesionym czołem (Walking Tall) jako Deni
- 2004: Trespassing jako Sharon
- 2004: Zagubiony (Lost) jako Judy
- 2005: Błękitna głębia (Into the Blue) jako Amanda
- 2005: Zostańmy przyjaciółmi (Just Friends) jako pielęgniarka Janice
- 2006: Życie na całego (Puff, Puff, Pass) jako Elise
- 2006: Pajeczyna pozorów (Deceit); film TV
- 2006: Jerycho jako Emily
- 2008: Dzikie łowy (Strange Wilderness) jako Cheryl
- 2009: 12 rund jako Molly
- 2015: Urodzinowy koszmar (16 and Missing) jako Julia; film TV
- 2017: Zabawy z mordercą (A Stranger with My Kids) jako Karen Clark; film TV